# لاکهید دی-۲۱
لاکهید دی-۲۱ (به انگلیسی: Lockheed D-21) یک هواگرد دارای موتور رم جت ساختِ کارخانهٔ لاکهید کورپوریشن در کشور ایالات متحده آمریکا است. نخستین استفاده‌کنندهٔ این هواگرد سیا بوده‌است. این هواگرد برای نخستین بار در ۲۲ دسامبر ۱۹۶۴ میلادی مورد استفاده قرار گرفت. این پهپاد که در ابتدا با کد «Q_12» شناخته میشد از بالهای مثلثی شکلی همانند «A_12» استفاده میکرد و در سرعتهای بالا از پشت مادرش جدا شده و به‌صورت خودکار پروازش را آغاز میکرد، این پرنده همانند «A_12» از تکنولوژی بدنه تیتانیومی و طرح رادارگریز لبه برش استفاده میکرد، لذا سطح مقطع راداری آن به قدری پایین بود که در رادارهای شرقی تقریباً نامرئی بود.
وزن پهپاد پنج تن، ارتفاع پروازیش (۲۷ تا ۲۹) کیلومتر و برد عبوری آن (۵۶۰۰) کیلومتر بود،پس از پایان ماموریت نیز ماژول «hatch» رها شده و توسط یک فروند هرکولس با همان شیوه گرفتن عکسهای ماهواره ای میان زمین و آسمان بازیابی میشد، اگر هرکولس موفق به گرفتن ماژول نمیشد درون آب می افتاد و شناور میماند تا توسط ناوهای موجود در منطقه بازیابی شود. پس از باز طراحی پهپاد در سال (۱۹۶۳) نامش به «D_21» تغییر یافت.

## تاریخچه
در مارس (۱۹۶۶) نخستین رهاسازی صورت گرفت که نزدیک بود به فاجعه ختم شود زیرا پهپاد پس از رها شدن چند ثانیه بین سکانهای عمودی «M_21» پرواز کرد اما خطر از بیخ گوش گذشت.
رهاسازی دوم در آوریل (۱۹۶۶) بود و پهپاد به حداکثر سرعت (۳۶۰۰) کیلومتر بر ساعت و ارتفاع (۲۷) کیلومتری دست یافت، اما بدلیل از دست رفتن یکی از پمپهای هیدرولیک پس از طی مسافت (۲۲۰۰) کیلومتر ساقط شد.
بار سوم در ماه ژوئن پهپاد تمام مسیر (۲۹۰۰) کیلومتری تعیین شده خود را طی کرد ولی موفق به رها سازی «Hatch» نشد، رهاسازی چهارم در ماه ژوئیه صورت گرفت که به فاجعه ختم شد، داستان از قرار است که پرنده مادر برای کمک به رها سازی پهپاد مانوری انجام داد، اما پهپاد مشکل پیشرانه داشت و پس از جدا شدن نتوانست فاصله بگیرد و به سکان عمودی پرنده مادر برخورد کرد که باعث سقوط پرنده شد،هردو خلبان ایجکت کردند و یکی زنده ماند و دیگری در آبهای اقیانوس غرق شد.

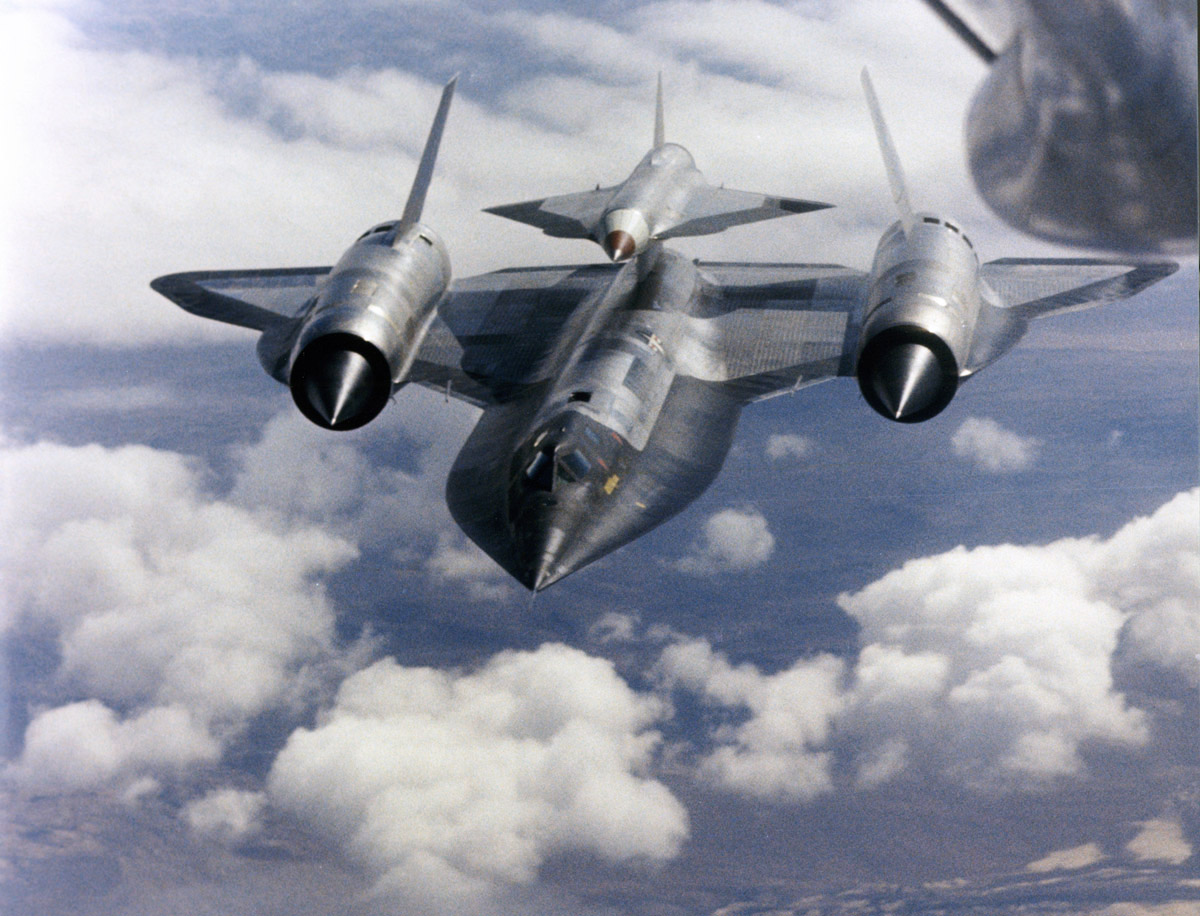
یک فروند لاکهید ای-۱۲
در حال حمل دی-۲۱

## بازنشستگی
سرانجام در ژوئیه (۱۹۷۱) برنامه به کلی لغو شد که دلایل مهم اینکار موفقیت پایین عملیاتی، معرفی ماهواره های عکاسی جدید و بهبود رابطه چین با آمریکا بود، در مجموع (۳۸) فروند «D_21B» ساخته شد که (۲۱) فروند از آن استفاده شد و (۱۷) فروند دیگر در پایگاه های مختلف آمریکا دست به دست شدند. سرانجام برای آموزش مفاهیم پرواز، رمجت و غیره به‌صورت ماکت ثابت زمینی بکار گرفته شدند.